# Мілянув (Люблінське воєводство)
Мілянув (пол. Milanów) — село в Польщі, у гміні Мілянув Парчівського повіту Люблінського воєводства. Населення — 1056 осіб (2011).

## Історія
У часи входження до складу Російської імперії належало до Радинського повіту Сідлецької губернії.
За даними етнографічної експедиції 1869—1870 років під керівництвом Павла Чубинського, у селі переважно проживали римо-католики, але населення здебільшого розмовляло українською мовою.
У 1975—1998 роках село належало до Білопідляського воєводства.

## Демографія
Демографічна структура станом на 31 березня 2011 року:
|          | Загалом | Допрацездатний вік | Працездатний вік | Постпрацездатний вік |
| -------- | ------- | ------------------ | ---------------- | -------------------- |
| Чоловіки | 517     | 114                | 358              | 45                   |
| Жінки    | 539     | 115                | 316              | 108                  |
| Разом    | 1056    | 229                | 674              | 153                  |